# Gmina Johns

Położenie Gminy Johns w hrabstwie Appanoose

Gmina Johns (ang. Johns Township) – gmina w USA, w stanie Iowa, w hrabstwie Appanoose. Według danych z 2000 roku gmina miała 339 mieszkańców.